# Max Klante
Gustav Richard Max Klante (* 25. Mai 1883 in Steinau an der Oder; † 7. Oktober 1950 in Berlin) war ein deutscher Wettbetrüger.

## Leben

Max Klante

Max Klante arbeitete als Bürstenmacher im Betrieb seines Onkels. Nachdem er einige Zeit eine eigene Bürstenmacherei betrieben hatte, mit der er keinen Erfolg hatte, gründete er in Breslau einen Zeitungsvertrieb. Danach betätigte er sich als Fotograf, später als Tipster an der Pferderennbahn. Bereits 1912 wurde er wegen Vergehens gegen das Totalisatorgesetz zu 60 Mark Geldstrafe verurteilt. 1919 verlegte er seinen Wohnort von Breslau nach Berlin.
Der selbsternannte „Volksbeglücker“ hatte im Mai 1920 in Berlin einen Wettkonzern und im Dezember 1920 die „Max Klante & Co. GmbH“ mit einem Stammkapital von 500.000 Mark gegründet. Er habe ein System erfunden, so ließ er verkünden, durch das man sich am Totalisator mit nahezu unfehlbarer Sicherheit das „Glück dienstbar machen könne“.
In der von ihm herausgegebenen Zeitschrift Der Meldereiter versprach Klante: „Sie geben mir eine Summe, die Ihnen angemessen erscheint, als monatlich kündbares Darlehen. Der Einzahler übernimmt und trägt keinerlei Verlustrisiko, aber er erhält je Jahr 600 % Zinsen. Nach Jahresfrist wird ihm also das Siebenfache des Darlehens zurückgezahlt …“.
Zur Rennsaison des Jahres 1921 erschien der Klante-Konzern zum ersten Mal auf dem Plan. Die hohe Dividende konnte zum ersten Fälligkeitstermin ausbezahlt werden.
In der Frankfurter Straße in Berlin erwarb Klante ein modernes Bürohaus, vor dessen Schaltern sich bald Menschenschlangen bildeten. Nach Büroschluss wurden in zwei Anreißer-Cafés, dem Café „Rheingold“ und dem Café „Gallipoli“, die ihm ebenfalls gehörten, weitere Einzahlungen entgegengenommen.
Der Klante-Konzern dehnte sich rasch über Berlin hinaus aus. In fast allen größeren deutschen Städten wurden Filialen eröffnet. Im Dresdner Polizeipräsidium befand sich sogar eine Annahmestelle speziell für Polizeibeamte.
Der erste kritische Tag für Klante war Sonnabend, der 28. Mai 1921. An diesem Tag waren 20 Millionen Mark an Dividenden auszuzahlen. Ab 9 Uhr morgens warteten Hunderte vor dem Bürohaus in der Frankfurter Straße. Zur Auszahlung standen jedoch nur ungefähr fünfeinhalb Millionen Mark zur Verfügung. In dieser Bedrängnis verfügte Klante, dass die Auszahlungen von den letzten Einzahlungen gedeckt werden sollten.
Von Mai bis August 1921 wurde ein Loch gestopft, indem ein anderes geöffnet wurde. Wettbeträgen von über fünf Millionen Mark standen Gewinne von nur drei Millionen Mark gegenüber. Obwohl der auszuzahlende Zins um die Hälfte gesenkt wurde, war der Zusammenbruch des Schneeballsystems nicht mehr aufzuhalten.
Am 12. September 1921 wurde Klante verhaftet. Zwar hatte er sich vorher wegen eines Tuberkuloseleidens in ein Sanatorium begeben, jedoch musste die Sanatoriumsleitung auf Anforderung der Staatsanwaltschaft den Patienten herausgeben. Am gleichen Tag meldete Klante den Konkurs seines Unternehmens an.
Am 11. Dezember 1922 begann vor der Strafkammer des Landgerichts III in Berlin der Prozess gegen ihn. Die Anklage umfasste Betrug, gewerbsmäßiges Glücksspiel und Vergehen gegen die Konkursordnung. Er wurde zu drei Jahren Gefängnis verurteilt. Insgesamt hatten 260.000 Menschen Klante ihr Geld anvertraut. Der angerichtete Gesamtschaden belief sich auf 90 Millionen Goldmark (kaufkraftbereinigt heute rund 44 Mio. €). 
Klante gilt als Paradebeispiel für kriminelle Emporkömmlinge der Zwischenkriegszeit, deren völlig unrealistische Versprechungen unkritisch aufgenommen wurden.
Klante verstarb 1950 in Ost-Berlin durch Suizid. Seine Hinterlassenschaft bestand angeblich aus einem Toto-Schein.